# Bjælke
En bjælke er en tyk bærende enhed af træ, stål eller armeret beton, der typisk bruges i byggeri af huse og skibe.
Tidligere brugtes kun træbjælker, der oftest var hele træstammer, hvor man eventuelt huggede dem til eller afskar skalbrædder for at gøre dem (oftest) firkantede for lettere sammenføjning. Senere opfandtes limtræet, der består af tyndere planker, der limes sammen til tykkere enheder, eventuelt med indbyggede bøjninger. I nyere tid er man i stor stil gået over til bjælker af profiljern i større byggerier.

## Træbjælker
Indenfor tømrerfaget kan bjælker have mange navne alt efter hvor i huset eller på skibet de benyttes, selvom formen oftest er den samme. Eksempelvis bruges ordet bjælke oftest kun om de tværliggende enheder, der ligger fra den ene bærende væg til den anden, mens de bjælker der ligger oven på ydermuren kaldes remmen. Dennes funktion er at holde tværbjælkerne på rette position og at fastholde tagspærene, der er de skråtstillede bjælker der holder tagkonstruktionen. Ofte anvendes der et passende stykke under tagspidsen en vandret liggende (eventuelt tyndere) bjælke til at støtte modstående spær. Denne bjælke kaldes et hanebånd. Bjælker der lægges under gulvet til at fastgøre gulvbrædder på kaldes strøer.
En tilsvarende mængde udtryk for bjælker findes i skibsterminologien.

## Betonbjælker
Betonbjælker anvendes primært til lodrette bærende søjler og som tværliggende bæredele mellem to bærende vægge eller søjler. Tværbjælker laves ofte som spændbeton, hvor armeringen giver et tryk i undersiden af bjælken, hvorfor en forspændt bjælke ofte buer en anelse opad for at mindske nedbøjningen – det er ikke efter samme princip som en hvælving.

## Stålbjælker
Stålbjælker anvendes især til konstruktioner i rent metal, såsom boreplatforme, skibe og master. Også Eiffeltårnet er opført i stålbjælker. Dog anvendes der også en del stålbjælker til tagkonstruktioner, især på industribygninger med fladt tag.
Nedbøjning for stålbjælker er et udtryk for stålets elasticitet. Beregning af nedbøjning for ståbjælker skal foretages af ingeniør eller anerkendt statiker.
Bygningsstål er alle blivende eller bærende stålkonstruktioner. Fra 2014 skal alt bygningsstål CE-mærkes efter gældende standard. Særskilt side er oprettet hos Trafik, Bygge og Boligstyrelsen. Alle virksomheder som vil levere bygningsstål skal være certificeret i DS/EN 1090 for. at de lever op til gældende lovgivning. For at blive godkendt skal virksomheden have et opbygget et kvalitetssystem og deres processer skal kunne certificeret af et godkendt certificerings organ.